# L'amante infedele
L'amante infedele è un film del 1966, diretto da Christian-Jaque e tratto dal romanzo Un homme a part entière di Jean Laborde.

## Trama
L'avvocato Pierre Montaud viene accusato di aver assassinato Olivier Lacat, il compagno della sua amante Nathalie Neuville. L'uomo finisce nel mezzo di un incubo giudiziario e dopo alcuni mesi di prigione viene assolto per insufficienza di prove. Sapendo di essere innocente del crimine per il quale era stato arrestato e stanco del comportamento dei colleghi e dell'opinione pubblica che lo ritiene ugualmente colpevole, Montaud decide di indagare per conto proprio per scoprire il vero colpevole. Il commissario, pur convinto che sia colpevole, decide di tenerlo d'occhio nel caso che finisca col scoprire veramente l'assassino.
Dopo che Montaud le ha detto che farà di tutto per scoprire l'assassino e che poi potranno vivere una vita felice insieme, Nathalie ha una serie di flashback nel corso dei quali si scopre che è stata lei ad uccidere Lacat e che Vaden, assistente dell'avvocato, pur sapendo tutta la verità ha lasciato che il suo capo venisse accusato ingiustamente per sottrargli la clientela. Nathalie, presa dal rimorso, si suicida gettandosi con l'auto sotto un treno. Montaud, scoperta la verità e distrutto dal dolore, comunica al commissario di smettere di cercare l'assassino di Lacat affermando di essere lui il colpevole.